# José Antonio Manso de Velasco
José Antonio Manso de Velasco y Sánchez de Samaniego, I conde de Superunda (Torrecilla en Cameros, 1688-Priego de Córdoba, 1767) y caballero de la Orden de Santiago, fue un militar y político español.
Fue gobernador del Reino de Chile entre 1737 y 1744, y virrey del Perú entre los años 1745 y 1761.

## Biografía

Escudo de la Casa de Velasco.

Fueron sus padres Diego Sáenz Manso de Velasco y cancuta  de Samaniego, pertenecientes a la aristocracia riojano-alavesa. Se incorporó al ejército en 1705, participando en la Guerra de Sucesión hasta 1714. Posteriormente lo hizo en las expediciones a Cerdeña en 1717, en el sitio de Ceuta en 1720, en el sitio de Gibraltar en 1727, en la reconquista de Orán en 1732, y en las guerras de Italia desde 1733 a 1736. Obtuvo al final de su carrera, el grado de brigadier general y el título de caballero de la Orden de Santiago.

## Gobernador de Chile
En octubre de 1736 se le otorgó el cargo de gobernador de Chile. Llegó a Santiago de Chile el 15 de noviembre de 1737, donde asumió como gobernador, capitán general y presidente de la Real Audiencia del reino. Ocupó el cargo hasta junio de 1744. Se destacó por la fundación de nueve ciudades:
- Los Ángeles (Nuestra Señora de los Ángeles); 1739
- San Felipe (San Felipe el Real); 1740
- Cauquenes (Nuestra Señora de las Mercedes de Tutuvén); 1742
- San Fernando (San Fernando de Tinguiririca); 1742
- Talca (San Agustín de Talca); 1742
- Melipilla (San José de Logroño); 1742
- Curicó (San José de Buena Vista); 1743
- Rancagua (Santa Cruz de Triana); 1743
- Copiapó (San Francisco de la Selva); 1744

También se preocupó del desarrollo urbanístico de Santiago de Chile, iniciando la construcción de los tajamares del río Mapocho, para evitar las frecuentes inundaciones que sufría la ciudad. Su gestión es reconocida como una de las más eficientes del reino. Recibió en 1741 el grado de Mariscal de campo, y en 1743 el grado de Teniente general. El 24 de diciembre de 1744 el rey le ordenó asumir el cargo de Virrey del Perú.

## Virrey del Perú

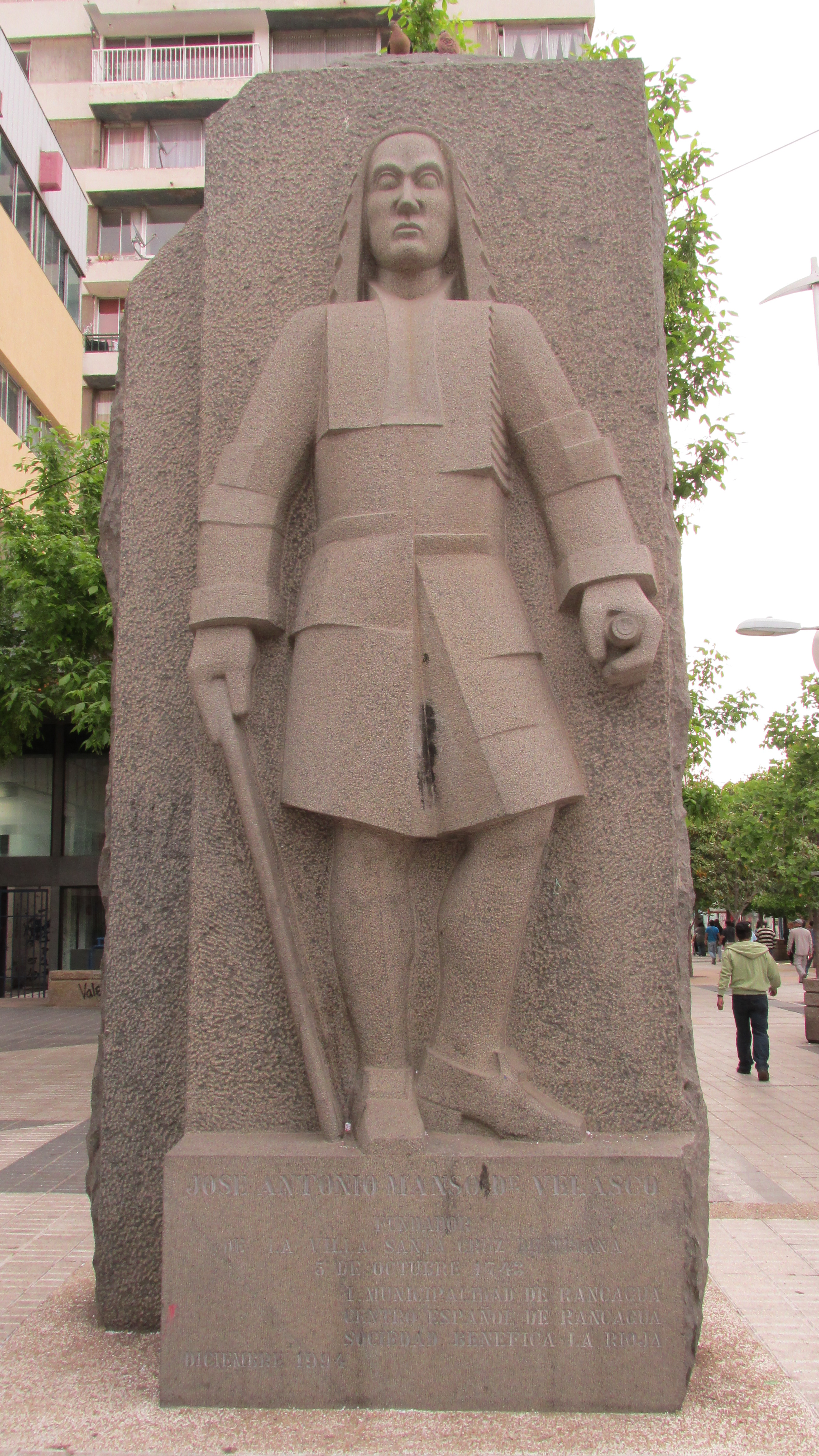
Estatua al gobernador José Antonio Manso de Velasco en la ciudad de Rancagua, Chile.

El 12 de julio de 1745 sucedió el virrey de Antonio José de Mendoza Caamaño y Sotomayor, marqués de Villagarcía. 

### El terremoto de Lima de 1746
El 28 de octubre de 1746, a las 22:30 se produjo uno de los más grandes terremotos que azotaron Lima y Callao; al menos, el que más muertes produjo. Los testigos difieren en cuanto a la duración del evento, pues unos dicen que fue de tres minutos y otros que hasta seis. Se calcula que su intensidad fue de 10 u 11 en la Escala de Mercalli. Las réplicas, por centenares, continuaron en los dos meses siguientes. En Lima, de 60 000 habitantes, perecieron 1141; y en el Callao, un tsunami con una enorme ola de 17 metros de altura que penetró cinco kilómetros tierra adentro, mató aproximadamente 5000 personas, pues apenas se salvaron 200. En Lima sólo quedaron 25 casas en pie. La nocturnidad del sismo, al sorprender a la población en sus casas, contribuyó a aumentar las muertes. Las secuelas de este terrible terremoto fueron el hambre y el miedo.
El terremoto de 1746 es tal vez, al que mayor cantidad de estudios y atención le han dedicado los historiadores y especialistas. Pero sobre todo sigue siendo el paradigma del triunfo de la ciudad sobre la destrucción y la muerte.
El virrey José Antonio Manso de Velasco decidió vencer la desolación y tomar cartas en el asunto, emprendiendo la reconstrucción de Lima. Hizo tan magna obra que mereció el reconocimiento de sus habitantes y del propio rey que lo premió en 1748 con un título nobiliario que lo dice todo y que él mismo eligió: «Conde de Superunda», que quiere decir «sobre las olas».
Viejo y cansado, a los 71 años de edad, solicitó autorización a Fernando VI para regresar a España, lo cual le fue concedido. Fue reemplazado por el virrey Manuel de Amat y Juniet.

## Últimos días

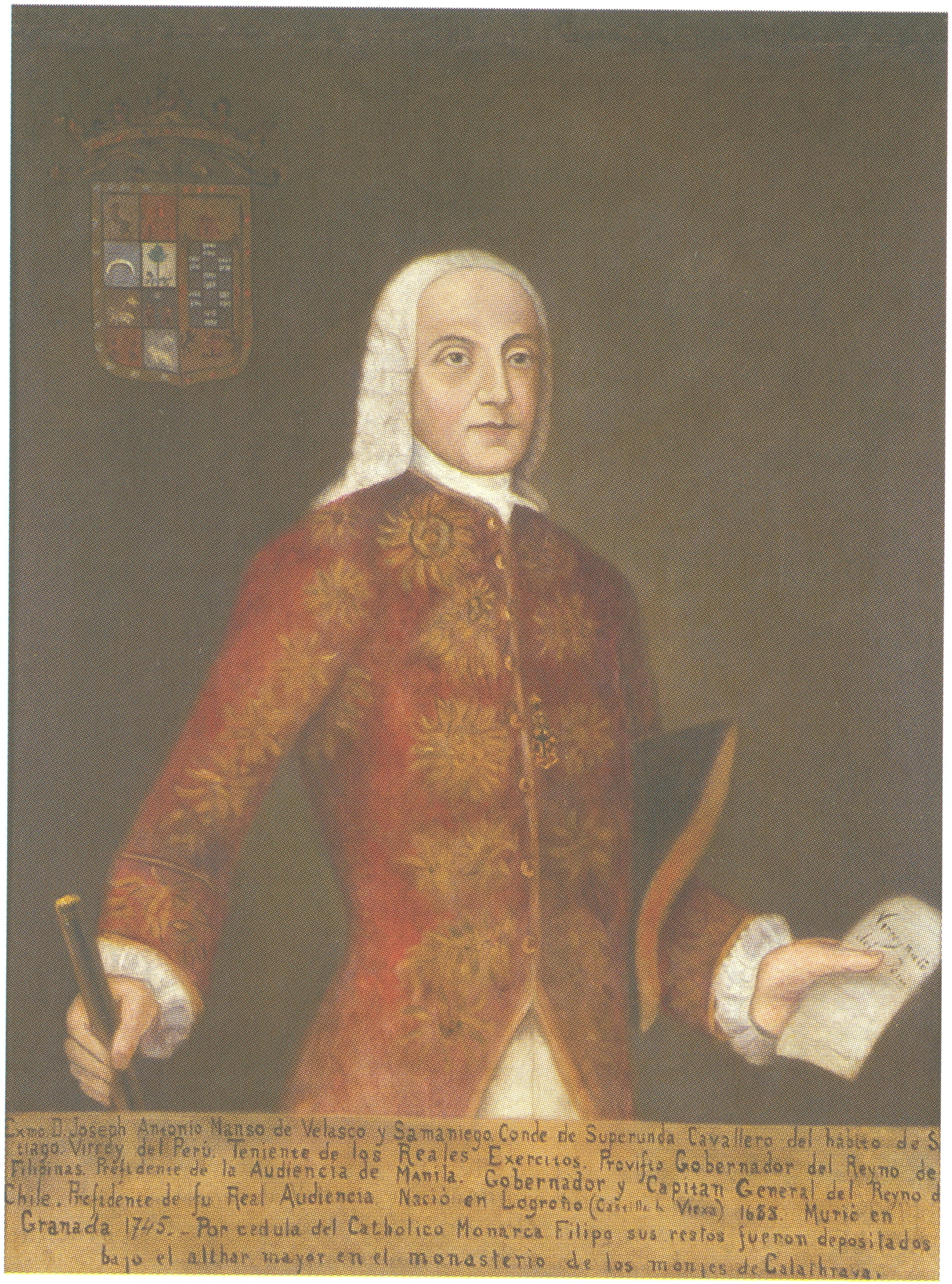
Retrato de Manso de Velasco en el Museo Histórico Nacional de Chile

Se encontró de paso en 1762 por el puerto de La Habana en la Capitanía General de Cuba cuando le sorprende un conflicto armado con Inglaterra que implica el sitio de la isla. Por ser el militar de más alto rango en ese momento en el territorio, el conde de Superunda es nombrado por el gobernador de Cuba con título de «Presidente de la Junta Consultiva de Guerra». Es así como el viejo conde de 74 años encabezó la resistencia de la plaza artillada de La Habana con tropas mal entrenadas y con peor equipamiento, la cual sólo duró 67 días y tuvo que rendirse ante los ingleses. 
Apresado por los ingleses es llevado a Cádiz en España, donde en su calidad de presidente de la Junta Consultiva de Guerra fue llevado ante la justicia marcial por el oprobio causado a la Corona española por los términos de la rendición de Cuba, y fue condenado a la pena de «suspensión por 10 años de todo empleo militar» y confinamiento en la ciudad de Granada (España). Murió finalmente en Priego de Córdoba donde se encuentran sepultados sus restos, en la Iglesia de San Pedro.

## Retratos

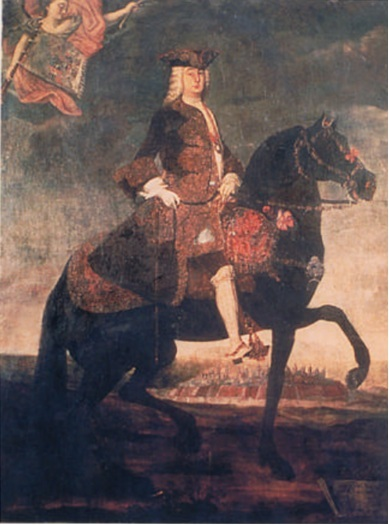
Retrato ecuestre de José Antonio Manso de Velasco, por Cristóbal Lozano (1760). Museo de América, Madrid, España.

Los retratos más conocidos de Manso de Velasco son los tres realizados por el pintor peruano Cristóbal Lozano durante su gobierno en el Perú. El primero, realizado en 1749 y actualmente ubicado en el Palacio de Gobierno del Perú, fue comisionado por las madres capuchinas del monasterio de María y José en agradecimiento a la ayuda del virrey tras el terremoto de 1746. El segundo, realizado en 1758 y actualmente ubicado en el Museo de la Catedral de Lima, fue comisionado en agradecimiento por la reconstrucción de la Catedral (escena que se aprecia en el fondo) tras el mismo terremoto. El tercero, realizado hacia 1760 y actualmente ubicado en el Museo de América en Madrid (España), es un retrato ecuestre de grandes dimensiones muy poco conocido, aunque gran parte de él se halla en mal estado de conservación.
Otro retrato es el realizado por el también peruano José Joaquín Bermejo. El cuadro es exacto al realizado por Lozano en 1749 con excepción del fondo, que muestra el puerto del Callao reconstruido tras el terremoto de 1746. Se encuentra en el Museo de Arqueología, Antropología e Historia del Perú.